# Морган (округ, Кентукки)
Мо́рган (англ. Morgan County) — округ в США, штате Кентукки. Официально образован в 1823 году. По состоянию на 2010 год, численность населения составляла 13 923 человека. Получил своё наименование в честь американского политического и военного деятеля Даниэля Моргана.

## География
По данным Бюро переписи США, общая площадь округа равняется 993,9 км², из которых 987,5 км² суша и 6,4 км² или 0,64 % это водоёмы.

## Население
По данным переписи населения 2000 года в округе проживает 13 948 жителей в составе 4 752 домашних хозяйств и 3 568 семей. Плотность населения составляет 14,00 человек на км2. На территории округа насчитывается 5 487 жилых строений, при плотности застройки около 5,40-ти строений на км2. Расовый состав населения: белые — 94,59 %, афроамериканцы — 4,38 %, коренные американцы (индейцы) — 0,15 %, азиаты — 0,16 %, гавайцы — 0,01 %, представители других рас — 0,06 %, представители двух или более рас — 0,65 %. Испаноязычные составляли 0,61 % населения независимо от расы.
В составе 34,80 % из общего числа омашних хозяйств проживают дети в возрасте до 18 лет, 62,40 % омашних хозяйств представляют собой супружеские пары проживающие вместе, 9,20 % омашних хозяйствпредставляют собой одиноких женщин без супруга, 24,90 % омашних хозяйств не имеют отношения к семьям, 22,60 % омашних хозяйств состоят из одного человека, 10,30 % омашних хозяйств состоят из престарелых (65 лет и старше), проживающих в одиночестве. Средний размер домашнего хозяйства составляет 2,55 человека, и средний размер семьи 2,97 человека.
Возрастной состав округа: 22,40 % моложе 18 лет, 10,60 % от 18 до 24, 32,90 % от 25 до 44, 22,30 % от 45 до 64 и 22,30 % от 65 и старше. Средний возраст жителя округа 36 лет. На каждые 100 женщин приходится 123,30 мужчин. На каждые 100 женщин старше 18 лет приходится 128,40 мужчин.
Средний доход на домохозяйство в округе составлял 21 869 USD, на семью — 26 135 USD. Среднестатистический заработок мужчины был 23 966 USD против 18 463 USD для женщины. Доход на душу населения составлял 12 657 USD. Около 0,00 % семей и 0,00 % общего населения находились ниже черты бедности, в том числе — 0,00 % молодёжи (тех, кому ещё не исполнилось 18 лет) и 0,00 % тех, кому было уже больше 65 лет.